# Park Krajobrazowy Pojezierze Łęczyńskie
Park Krajobrazowy Pojezierze Łęczyńskie – park krajobrazowy w województwie lubelskim. Położony w zachodniej części Pojezierza Łęczyńsko-Włodawskiego i zachodnim fragmencie Równiny Parczewskiej
Park składa się z dwóch części połączonych wspólną otuliną. Zajmuje powierzchnię 11 816 ha, zaś jego otulina liczy 14 095 ha.

## Rzeźba terenu
Krajobraz całego Parku jest równinny, bardziej urozmaicony tylko w jego południowej części, gdzie występują ozy i wydmy. 

## Wody
Jak wskazuje nazwa, w Parku znajdują się liczne jeziora, stawy, jak również torfowiska i mokradła. Jezior jest na terenie Parku 20: mezotroficzne jak Piaseczno i Krasne, eutroficzne jak grupa jezior uścimowskich oraz dystroficzne jak Brzeziczno i Łokietek. Część jezior została włączona do systemu melioracyjnego Kanału Wieprz-Krzna.

## Przyroda
Na terenie Parku znajduje się rezerwat przyrody Jezioro Brzeziczno, dalszych 6 rezerwatów jest projektowanych. Szczególnie cenne okazy roślin występują na torfowiskach i splei. Występują w Parku m.in.: aldrowanda pęcherzykowata, żurawina błotna, modrzewnica, gnidosz błotny, a także rośliny owadożerne: rosiczka okrągłolistna i rosiczka pośrednia. 32% powierzchni Parku stanowią lasy, w których zachowały się fragmenty starodrzewu sosnowego i dębowego.
Jeśli chodzi o faunę, Park zamieszkują m.in.:
- ryby: strzebla błotna, piskorz
- płazy: ropucha paskówka, traszka grzebieniasta
- gady: żółw błotny
- ptaki drapieżne: bielik, orlik krzykliwy, kobuz
- ptaki wodno-błotne: gęgawa, krakwa, bocian czarny, kropiatka, dziwonia
- ssaki: bóbr, wydra, łoś, wilk szary

## Pomniki kultury
- Dratów – murowana cerkiew z XIX wieku
- Kaniwola – zespół dworsko-parkowy
- Ostrów Lubelski – kościół późnobarokowy z XVIII wieku